# Vorbuchner Adolf
Vorbuchner Adolf (Arad, 1890. március 23. – Bécs, 1938. szeptember 10.) gyulafehérvári püspök.

## Pályafutása
Filozófiai és teológiai tanulmányait a svájci Freiburgban folytatta. 1914. szeptember 21-én szentelték pappá. A nagyszebeni Szent Teréz Árvaház hittanára, majd 1914–1918 között tábori lelkész volt. Ezt követően 1928-ig Brassóban káplán és hittanár, majd Nagyszebenben városi lelkész és főesperes-plébános. Az Erdélyi Római Katolikus Státus 14-es bizottságának tagja volt.

### Püspöki pályafutása
1936. április 18-án tinnini címzetes püspökké és gyulafehérvári koadjutor püspökké nevezték ki Majláth Gusztáv Károly mellé. Június 7-én szentelték püspökké. Majláth lemondása után 1938. május 28-tól gyulafehérvári megyés püspök, de néhány hónapnyi kormányzás után még abban az évben meghalt. A bécsi irgalmasok kórházában hunyt el, Gyulafehérváron helyezték nyugalomra.

## Művei
Az 1920-as években az Erdélyi Tudósító főmunkatársa volt.
- Az erdélyi püspökség. Brassó, 1925
- A nagyszebeni plébánia története. kéziratban maradt[1]